# Notiphila kentensis
Notiphila kentensis är en tvåvingeart som beskrevs av Huryn 1987. Notiphila kentensis ingår i släktet Notiphila och familjen vattenflugor.
Artens utbredningsområde är Ohio. Inga underarter finns listade i Catalogue of Life.